# Musė (přítok Varėnė)
Musė je říčka 3. řádu v jižní části Litvy, ve Vilniuském a Alytuském kraji, v okresech Trakai a Varėna, levý přítok řeky Varėnė. Vytéká z jezera Dumblis, 2 km na jih od městečka Onuškis směrem k jihu. U obce Taučionys se stáčí k jihozápadu. Míjí od severu jezero Švenčius, za kterým se stáčí více k jihu, dále míjí od jihu jezero Bildiškės ežeras, za kterým se stáčí více k jihozápadu. U Vsi Rudnia vytváří ostrou kličku, za kterou se stáčí k jihu. Protéká západním okrajem obce Pamusiai, kde protéká rybníkem a po 1 km se vlévá do řeky Varėnė nedaleko vsi Pamusėliai jako její levý přítok, 19,1 km od jejího ústí do Merkysu. Většina toku probíhá poměrně mělkým říčním údolím, jen část středního toku před vsí Rudnia se prodírá poměrně úzkým a hlubokým říčním údolím. Na opačném (tedy levém) břehu než je Rudnia, asi 3 km od této vsi, 1,5 km od břehu je významný balvan jménem Kiškio Bažnyčia (doslova Zajícův kostel). V lesích kolem řeky po válce působili partyzáni. V povodí řeky je mnoho menších i větších jezírek.

## Přítoky
Řeka má mnoho drobných, pravých i levých přítoků, z nich žádný není významný.